# Бальц, Вера Александровна
Вера Александровна Бальц (3 [15] августа 1866, Волковицы, Санкт-Петербургская губерния — 8 июля 1943, Сыктывкар, Коми АССР) — русский и советский учёный, одна из первых в России женщин почвоведов-географов и геологов. Ученица К. Д. Глинки и профессора Н. И. Прохорова. Автор научных трудов, репрессированный учёный.

## Биография
Родилась 3 (15) августа 1866 года в Волковицах Петергофского уезда (по другим данным в Варшаве[уточнить]), в дворянской семье потомственного военного Александра Фёдоровича Бальца и Софьи Эдуардовны Багговут (1851 — после 1916).

### Образование
В 1882 году окончила Санкт-Петербургскую Александровскую женскую гимназию с золотой медалью. Знала немецкий, французский и английский языки.
В 1894 году семья переехала в Варшаву, на место службы отца, генерала А. Ф. Бальца (1841—1899).
В 1904—1908 годах училась на Стебутовских высших женских сельскохозяйственных курсах в Санкт-Петербурге.

### Научная работа
В 1908—1915 годах вела практические занятия по минералогии, геологии и почвоведению и выездную летнюю учебную практику на Стебутовских высших женских сельскохозяйственных курсах в Санкт-Петербурге. В 1912 году сделала доклад на Всероссийском съезде по женскому образованию.
С 1912 года работала в Докучаевском почвенном комитете под руководством К. Д. Глинки по организации почвенного музея.
В 1915 году читала курс почвоведения на Вечерних агрономических курсах Общества народных университетов.
C 1918 года работала в Петроградском агрономическом институте, позже в Ленинградском сельскохозяйственном институте.
С 1923 года работала по исследованию грунтов для грунтово-дорожного строительства. Разработала методики изучения почвенно-дорожного профиля.
С 1925 года научный сотрудник Почвенного отдела Комиссии по изучению естественных производительных сил России при Российской Академии наук, который затем был преобразован в Почвенный институт. Работала в экспедициях в Рязанской области и на Дальнем Востоке (в Зейско-Буреинском районе).
Благодаря знанию почвоведения и иностранных языков осуществляла подготовку к 1 и 2 Международным конгрессам почвоведов в 1927 году (США) и 1930 году (Москва и Ленинград).
Одновременно работала ассистентом у академика К. Д. Глинки и позже у академика К. К. Гедройца в Ленинградском институте социалистического земледелия, а затем самостоятельно вела в нём курс почвоведения.
В 1928 году участвовала в исследованиях долины реки Сал, в почвенно-геологических работах при детальном описании Ленинградского района в почвенно-ботанических экспедициях и на таёжных почвенно-агрономических станциях Амурской области. Составила очерки почв районов, смежных с Маньчжурией.

### Репрессии
25 декабря 1930 — арестована по групповому делу, обвинялась в контрреволюционной организационной деятельности (58 статья п. 11 УК РСФСР). Представители Особого отдела ОГПУ при ЛВО требовали расстрела.
15 января 1931 — приговорена постановлением тройки ПП ОГПУ к содержанию в концлагере сроком на 5 лет. Отправлена в Соловецкий лагерь особого назначения «город СЛАГ» (Соловецкие лагеря), работала там почвоведом.
В феврале 1933 освобождена из лагеря досрочно по возрасту, с ограничением проживания без прикрепления.
19 июля 1989 года была реабилитирована.

### Последние годы жизни
Поселилась в Архангельске, у своей племянницы Леонтины Артуровны (по мужу Хантимер), так же репрессированной и выселенной из Ленинграда.
В Архангельске работала почвоведом в секторе исследовательских работ в Северного Управзема.
Приняла участие в работах Северной базы АН СССР по изучению тундры и торфяников близ Архангельска.
В сентябре 1941 года была эвакуирована с Северной базой АН СССР и семьёй Хантимеров в город Сыктывкар.
Скончалась от голода 8 июля 1943 года в городе Сыктывкаре. Похоронена на городском кладбище Сыктывкара (могила утеряна).

## Членство в организациях
- 1913 — Докучаевский почвенный комитет — хранитель коллекции Педологического музея
- 1916 — Императорское Русское географическое общество.